# SUZUKI Future Navi
『SUZUKI Future Navi』（スズキ・フューチャー・ナビ）は、TOKYO FMをキーステーションに2006年10月2日から2007年9月28日までJFN35局で放送されていたラジオ番組である。SUZUKIの一社提供。

## 放送時間
- 8:00 - 8:07（『SKY』の1コーナーの扱い）

FMぐんま、RADIO BERRY、radio CUBE FM三重を除いた35局で放送。

## 出演
- 石川實

## 放送内容
毎日、1組のゲストを招いてゲストの専門分野についての話を伺う。

## 備考
午前8時は『立花裕人のMORNING FREEWAY』時代に『今日のストーリー』『今日のキーナンバー』として放送。『6Sense』に改まると『News Numbers』に、『Eyes on Japan』では『Heart Focus』として放送されていた。いずれもスズキ提供。